# Dedo roto
Un dedo roto, también conocido como fractura de dedo, es una fractura ósea que afecta uno de los tres huesos del dedo o dos huesos del pulgar. 

## Síntomas
Los síntomas pueden incluir dolor, hinchazón, moretones, deformación y reducción de la capacidad para mover el dedo.  Las complicaciones pueden incluir molestia por un periodo largo, rigidez y disminución de la función. 

## Causa
La causa suele ser una herida traumática, como un golpe directo, un aplastamiento o una cortada.   Esto puede ocurrir durante una caída o una herida deportiva .  Las fracturas patológicas, provocadas por una infección o un tumor, son menos frecuentes. 

## Diagnóstico
El diagnóstico por lo general está basado en radiografías.  El examen debe incluir la búsqueda de superposición entre los dedos. 

## Tratamiento
El tratamiento puede incluir vendaje del dedo roto, enyesado del dedo roto o cirugía.  Por lo general, no se necesita cirugía para las fracturas estables que no afectan las articulaciones, las fracturas en las puntas de los dedos y los dedos de martillo .  Las fracturas inestables, aquellas que involucran una articulación, o aquellas con problemas en los tendones, pueden beneficiarse de la cirugía.  La cirugía puede incluir la colocación de una aguja de Kirschner.  Los resultados son generalmente buenos. 

## Frecuencia
Un dedo roto es relativamente común y afecta a aproximadamente 1 de cada 10.000 personas al año en los Estados Unidos.  Los varones suelen ser comúnmente más afectados que las mujeres. 